# SuriToppers
De SuriToppers is een Surinaamse supergroep die jaarlijks in wisselende samenstelling wordt gevormd door bekende artiesten. Het is een eerbetoon aan artiesten die deel hebben uitgemaakt van de selectie van het Surinam Popular Songfestival (SuriPop).
De groep gaat sinds 2011 om de twee jaar voor circa vier optredens naar Nederland. Van 2011 tot 2017 waren er vier edities waar bij elkaar meer dan 30.000 bezoekers op afkwamen. De show wordt gepresenteerd door, de Surinaamse programmamaker, omroeper en cultuurstimulator Henk van Vliet. Het orkest wordt sinds het begin geleid door Ernesto van Dal.